# Ильинский мост (Новокузнецк)
Ильинский мост — мост через реку Томь на Ильинском и Бызовском шоссе в Новокузнецке, который связывает Новоильинский район с Западно-Сибирским металлургическим заводом и правобережной частью города — Заводским районом.
Выше по течению расположен Дозовский мост

## История
Проект крупного Ильинского жилого массива у села Ильинка Новокузнецкого района был разработан еще в 1944 году, однако он долгое время не был реализован ввиду необходимости многих серьёзных подготовительных и строительных работ — в первую очередь, моста через реку Томь для связи с другими частями города. В 1957 году было произведено предварительное проектирование жилого района, но в решении № 16 исполкома Кемеровского областного Совета от 9 января 1959 г. «О схеме рассмотрения Ильинского промышленного района» было записано, что «вопрос использования Ильинской площадки нужно решать дополнительно, когда появятся реальные возможности строительства мостового перехода в район деревни Бедарево».
Строительство моста было начато в 1964 году. Мост строился мостопоездом № 450 по т. н. клеевой прогрессивной технологии с постепенным наращиванием железобетонных блоков-пролётов (616 шт. по 40 тонн) от каждой опоры в обе стороны. По такой уникальной технологии построено только три моста в России.
26 августа 1969 года состоялось открытие Ильинского моста, его длина составила 400 метров. Новоильнский микрорайон появился в 1970-х гг.
В 1980-х годах планировалась, но не была реализована прокладка по мосту линии скоростного трамвая. Была проведена укладка рельсов на части пути.